# Будинок Тартіні
Будинок Тартіні (словен. Tartinijeva hiša) — місце народження Джузеппе Тартіні, скрипаля з Пірану. Будинок розташований на площі Тартіні у місті Піран.

## Історія
Будівля є однією з найстаріших на площі, перший раз згадана в 1384 році як готична будівля під назвою Casa Pizagrua. Пізніше відремонтована у стилі неокласицизму. Останнє оновлення, яке відбулося з 1985 по 1991 рік, виявило цікаві настінні розписи. Будинок є місцем італійської громади в Словенії і використовується як місце проведення культурних проектів, галереї та музею. У музейній частині, серед інших предметів, представлено скрипку Тартіні, мідну гравюру, що ілюструє його мрії, а також його портрет.